# Б'єрн Гаслев
Б'єрн Гаслев (дан. Bjørn Hasløv, 18 травня 1941) — данський академічний веслувальник.
Олімпійський чемпіон 1964 року в складі розпашної четвірки без стернового.
Срібний призер Чемпіонату Європи 1964 року в складі розпашної четвірки без стернового.